# Pütürge
Pütürge (kurdisch: Şiro) ist eine Stadtgemeinde (Belediye) im gleichnamigen Ilçe (Landkreis) der Provinz Malatya in Ostanatolien und gleichzeitig eine Gemeinde der 2012 geschaffenen Büyüksehir belediyesi Malatya (Großstadtgemeinde/Metropolprovinz). Seit der Gebietsreform 2013 ist die Gemeinde flächen- und einwohnermäßig identisch mit dem Landkreis.
Der Landkreis Pütürge liegt im Süden der Provinz und grenzt an die Provinzen Adıyaman, Diyarbakır und Elazığ.
Die höchsten Berge im Landkreis sind der Kube dağı (2150 m), der Ulubaba dağı (1397 m), der Kira dağı (2159 m) und der Giripınar dağı (1252 m). Die wichtigsten Flüsse im Landkreis sind der Şiro und der Uzuntaş.
Sehenswürdigkeiten sind das Schloss Perieş (Dilbersen) in Uzuntaş, an dessen Bau 10.000 Soldaten 450 Jahre lang mitgewirkt haben sowie die Ostseite des Berges Nemrut, auch als 7. Weltwunder bekannt.
Pütürge kam ursprünglich aus dem Vilâyet Adiyaman, wechselte 1892 zu Elazig und kam mit Gründung der Türkischen Republik zum Vilâyet Malatya. Zur Volkszählung 1927 zählte man im Kaza (Kreis) 50.349 Einwohner auf 1.390 km².
(Bis) Ende 2012 bestand der Landkreis neben der Kreisstadt aus den beiden Stadtgemeinden (Belediye) Nohutlu und	Tepehan sowie 62 Dörfern (Köy) in zwei Bucaks, die während der Verwaltungsreform 2013 in Mahalle (Stadtviertel/Ortsteile) überführt wurden. Die vier bestehenden Mahalle der Kreisstadt blieben erhalten, während die Mahalle der anderen Belediye vereint und zu je einem Mahalle reduziert wurden. Durch Herabstufung dieser Belediye und der Dörfer zu Mahalle stieg deren Zahl auf 68 an. Ihnen steht ein Muhtar als oberster Beamter vor.
Ende 2020 lebten durchschnittlich 201 Menschen in jedem dieser Mahalle, 942 Einw. im bevölkerungsreichsten (Taşbaşı Mah.).